# 명광개
명광개(明光鎧)는 중국의 갑옷이다. 남북조 시대에서부터 당나라 때까지 유행하였다. 가슴과 등에 타원형의 호심(護心)이라는 판을 대었다.